# Le Lourdou

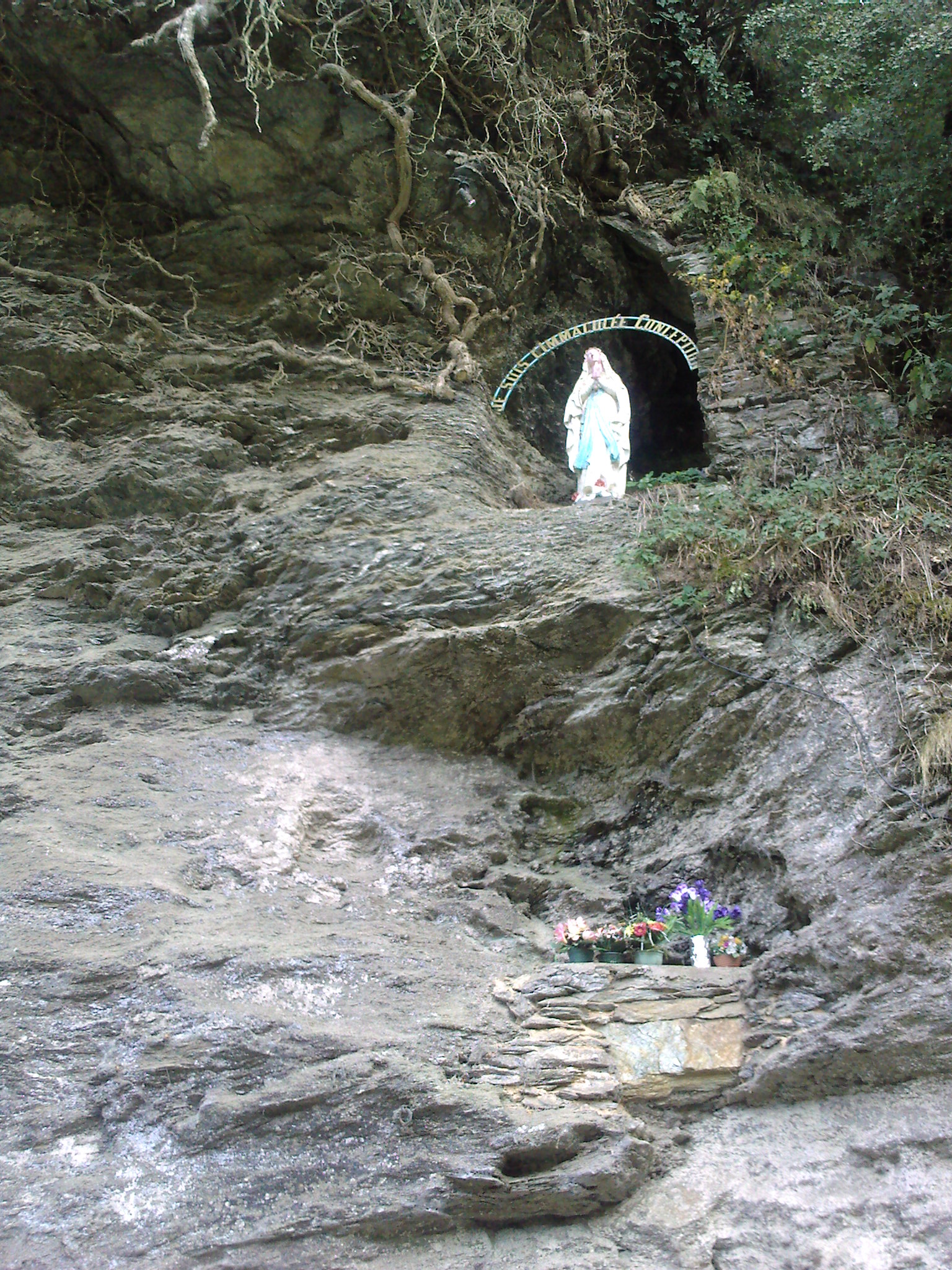
Statue de la vierge.

Le Lourdou est un site catholique situé sur la commune française de Belcastel en Aveyron. Il est situé sur le bord de l’Aveyron, en contrebas du roc d’Anglars et des ruines de son fort du Ve siècle (qui a pris le nom de fort Lourdou).
Il se compose d’une grotte avec un autel et une statue de Notre-Dame de Lourdes, et d’un chemin de Croix, les stations de ce dernier étant représentées par des croix en bois. Le nom occitan Lourdou doit se comprendre comme « petit Lourdes ».
Il a été créé à l’initiative de l’abbé Gély, le curé de Belcastel, à la fin du XIXe siècle, qui avait considéré que le lieu ressemblait à la grotte de Massabielle. Il y fit donc installer une statue de Notre-Dame de Lourdes. La première messe a été célébrée en 1889.
Une passerelle piétonne en bois a été construite pour y accéder, qui débouche à l’entrée du chemin de Croix. Anciennement, il fallait soit traverser l’Aveyron, soit descendre un chemin escarpé depuis le chemin entre Belcastel et Le-Pont-Neuf, sur la rive gauche.

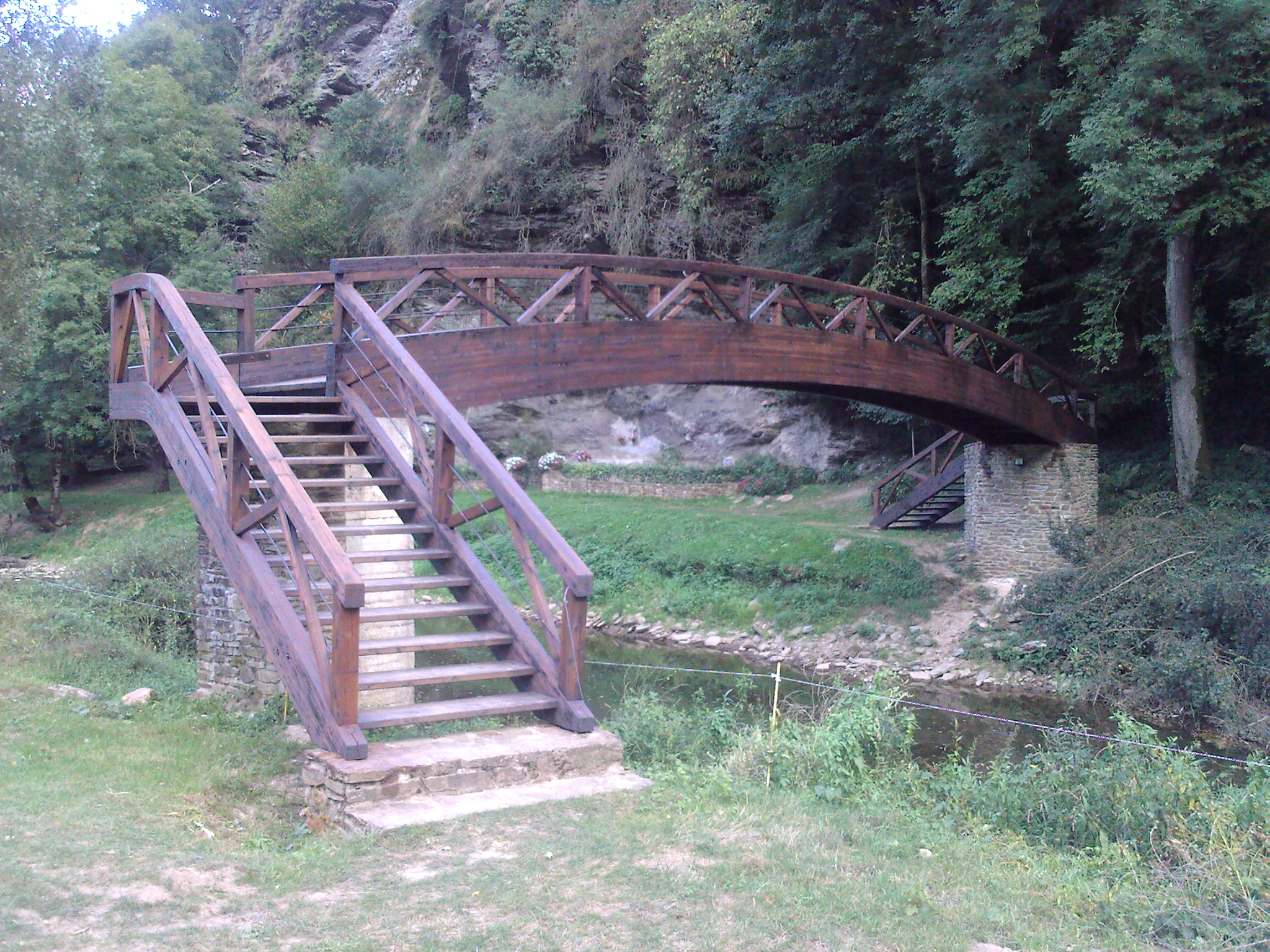
Passerelle construite pour accéder au site.